# Torq Angegh

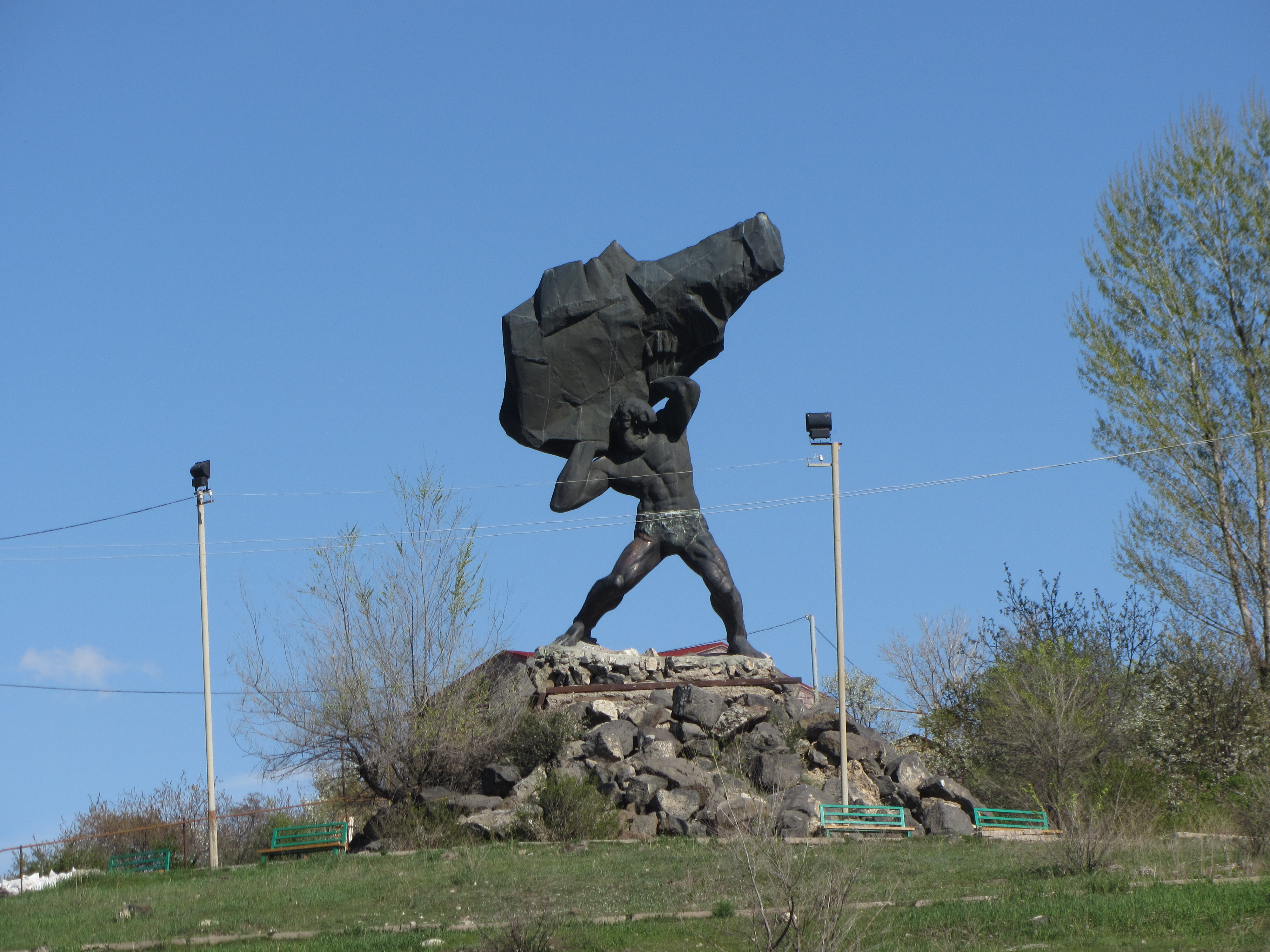
Monument voor Torq Angegh in Jerevan. Beeldhouwer: Karlen Nurinjanyan.

Torq Angegh  (Armeens: Տորք Անգեղ Torq Angegh ) was een oude Armeense mannelijke godheid van kracht, moed, productie en kunst. Torq, een wezen met onnatuurlijke kracht en macht, werd beschouwd als een van Hayks achterkleinzonen en naar verluidt voorgesteld als een onaantrekkelijke mannelijke figuur. Hij wordt genoemd door de Armeense historicus Movses Khorenatsi uit de 5e eeuw en wordt beschouwd als een van de belangrijkste goden van het Armeense pantheon voordat het onder invloed kwam van de Iraanse en Helleense religie en mythologie. Gezien in de context van Proto-Indo-Europese religies, is het denkbaar dat een etymologische connectie met de Noorse god Thor / Tyr meer is dan een eenvoudig toeval.
Er wordt vaak een analogie gemaakt met de god Nergal uit het Midden-Oosten, ook voorgesteld als een onaantrekkelijke man.

## Omschrijving
Torq was een reus met een ruw figuur, een wrede blik en een enorme kracht. Hij heette Angegh ("Lelijk") vanwege zijn aspect. Hij kon keien over de zeeën slingeren, de oppervlakken van rotsen plat maken en er met zijn nagels tekeningen op maken.
Torq zag er niet uit als een gewone man, want hij was gigantisch en erg beangstigend.
Zijn ogen waren als een blauwe zee verlicht door het zonlicht.
Zijn zwarte wenkbrauwen waren als een donkere wolk dik opgestapeld op de ogen.
Zijn kromme neus was als een heuvel, zijn tanden waren als bijen en zijn nagels als zwaarden.
Zijn borst was als de helling van een berg, zijn rug was als een rots en zijn handen als blokken
Kortom, een beest en niet alleen groot, nog nooit had iemand zo'n reus gezien
Hij was enorm en had meer kracht dan vijftig buffels bij elkaar….
- (Uittreksel uit Ghazaros Aghayan's "Torq Angegh" - gedicht)

## De mythe
Torq Angegh was een herder, maar geen gewone, hij was heldhaftig. Toen leeuwen en tijgers hem zagen, kwamen ze naar hem toe met de gedachte dat hij ook een beest was en hun machtige koning. Op een voorjaar was Torq verdrietig en hij kon zijn verdriet niet kwijtraken. Hij vroeg zich af of hij dagen en nachten met zijn droevige ogen naar de zon keek.
De godin Astghik die hem vanuit de lucht zag, kwam naar hem toe en vroeg naar de reden van zijn verdriet. Torq antwoordde dat de reden waarom hij verdrietig was, zijn eenzaamheid was, zonder liefde te zijn, en niemand zou van iemand houden die zo groot en lelijk was als hij. En de godin van de liefde vertelde hem over de mooie maagd Haykanush, alleen zij kon van Torq houden. Torq vond de schoonheid, hij kreeg wederzijdse liefde en het verdreef zijn verdriet.
Torq Angegh gebruikte geen zwaard of pijlen, hij wekte alleen afschuw bij zijn vijanden met zijn uiterlijk. Maar als ze hun schok te boven kwamen, gebruikte hij zijn kracht. Eens kwamen indringers op schepen naar de kust van de Pontische Zee en vielen de Armeense nederzettingen aan. Tork kreeg het nieuws van grote verwoesting en ging tegen de vijanden in. Van een afstand zagen ze zijn angstaanjagende hoogte en felle kracht, en renden terug naar hun schepen. Torq kwam aan de kust toen de vloot van de vijand al behoorlijk ver was. Woedend hakte hij rotsen zo groot als heuvels en gooide ze naar de vijand: toen de rotsen de zee raakten, stegen krachtige golven op en brachten de schepen van de vijand tot zinken.

## De oorsprong
Algemeen wordt aangenomen dat Torq Angegh een combinatie is van twee goden, die in zijn naam sporen van zichzelf hebben achtergelaten: Tarku, de oude Anatolische godheid van de vruchtbaarheid, en Angegh, een heidense god die voornamelijk in de provincie Angegh werd vereerd, in zuidwestelijk Armenië. Historicus Movses Khorenatsi stelt ook dat hij een prins van die provincie was, vandaar de verwijzingen in de Armeense geschiedenis naar Angegha tun (het Huis van Angegh). Volgens deze opvatting betekent de naam Torq Angegh Torq van Angegh in plaats van Torq de Lelijke. Het is ook interessant op te merken dat in de oude Armeense vertaling van de Bijbel de naam van de Babylonische god Nargal (4 Koningen 17:30) wordt weergegeven als Angegh.